# Fairchild C-119 Flying Boxcar

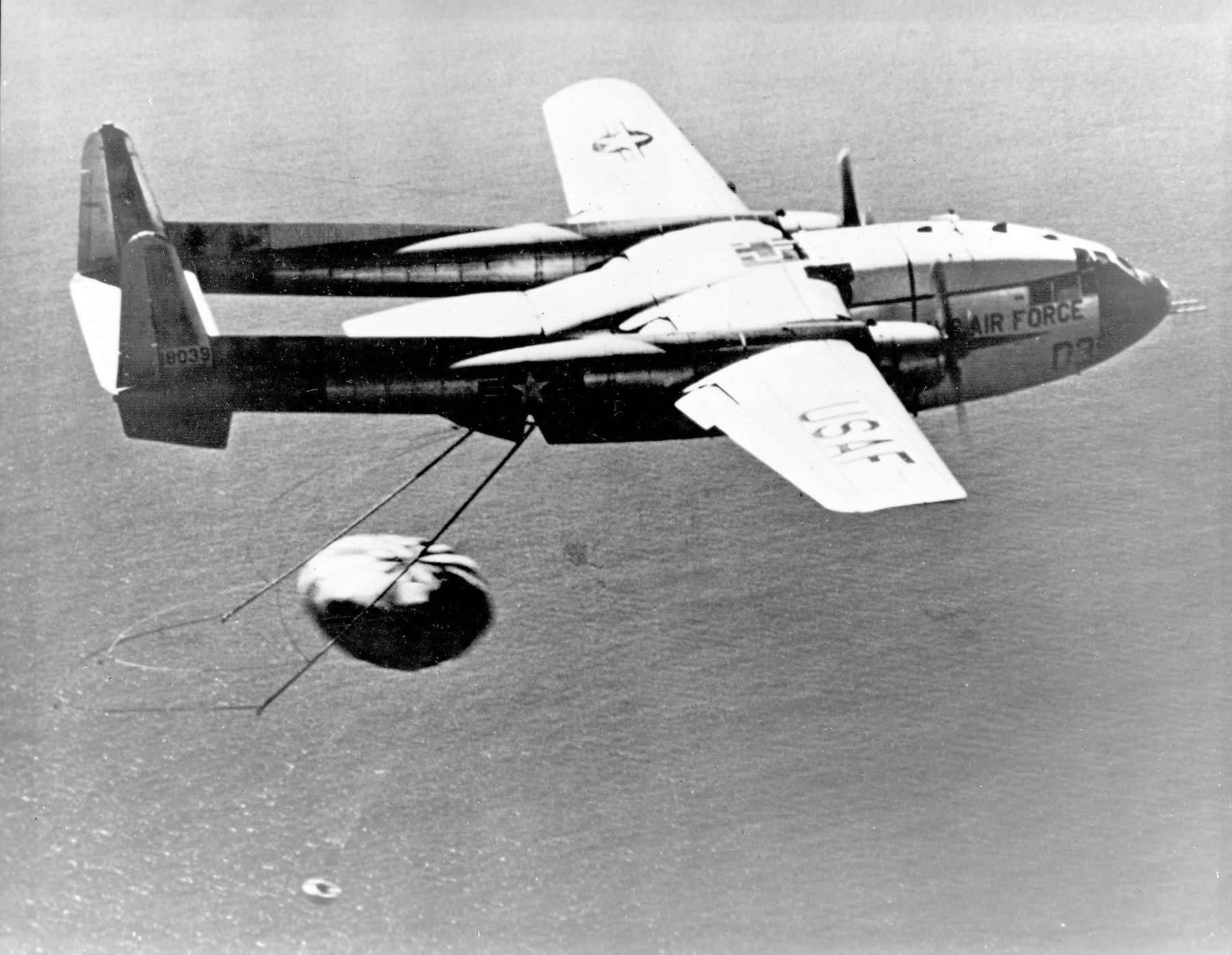
Speciálně upravený C-119J zachycuje kapsli ze satelitu Corona

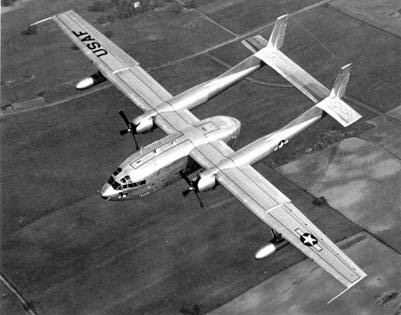
Prototyp XC-119

C-119 Flying Boxcar bylo americké vojenské dopravní letadlo vyvinuté z válečného Fairchildu C-82 Packet a určené k přepravě nákladu, vojáků, pacientů na nosítkách a mechanizace a k shazování nákladu a jednotek na padácích. C-119 vykonal svůj první zkušební let v listopadu 1947 a do ukončení výroby v roce 1955 jich společnost Fairchild vyrobila více než 1100 kusů.
Letectvo Spojených států využívalo C-119 velmi rozsáhle během Korejské války a mnoho jich bylo dodáno také námořnictvu, námořní pěchotě a vojenským letectvům Kanady, Belgie, Itálie a Indie.
Verze, které přišly po Korejské válce, byly poháněny hvězdicovými motory Pratt & Whitney R-4360 „Wasp Major“. U každého motoru byla nádrž se směsí vody a metanolu, tato směs se vstřikovala do sání kompresoru za účelem krátkodobého zvýšení výkonu motoru při vzletu. Navíc nákladový prostor obsahoval kolejnicový systém pro rychlejší shoz nákladu. Skoro všechny systémy letounu byly ovládány elektricky a nikoliv hydraulicky.
V Jižním Vietnamu byly C-119 znovu nasazovány do boje, tentokrát k přímé bitevní podpoře jako AC-119 (tzv. gunships; předchůdce dnešních AC-130). Byly vyzbrojeny bočně namontovanými kulomety a kanóny. Některé z těchto letounů byly vybaveny pomocnými proudovými motory na vnějších pylonech pro zvýšení rychlosti.

## Zajímavosti
Minimálně jeden C-119J byl na počátku 60. let speciálně upraven pro zachycování návratových modulů špionážních sond CORONA (kapsule s nafoceným filmem).
Letoun byl použitý v roce 2004 při natáčení amerického filmu Let Fénixe, remake stejnojmenného filmu z roku 1965.

## Specifikace (C-119)

### Technické údaje
- Osádka: 5
- Kapacita: až 62 vojáků, 35 nosítek nebo 4 545 kg nákladu
- Rozpětí: 33,30 m
- Délka: 26,37 m
- Výška: 8,08 m
- Nosná plocha: 134,43 m²
- Plošné zatížení: 216 kg/m²
- Hmotnost prázdného letounu: 18 144 kg
- Vzletová hmotnost: 29 030 kg
- Max. vzletová hmotnost: 30 350 kg
- Pohonná jednotka: 2 × vzduchem chlazený čtyřdobý zážehový přeplňovaný čtyřhvězdicový 28válec Pratt & Whitney R-4360-20 Wasp Major
  - Výkon pohonné jednotky: 3500 k (2611 kW)
- Poměr výkon/hmotnost: 0,18 kW/kg

### Výkony
- Maximální rychlost: 450 km/h
- Dostup: 7286 m
- Stoupavost: 308 m/min
- Dolet: 2 832 km